# Rio Jundiaí
O rio Jundiaí é um rio que corre no estado de São Paulo, no Brasil.

## Percurso
Nasce na Serra da Pedra Vermelha, no município de Mairiporã. Possui uma extensão de 123 quilômetros, percorrendo oito municípios: Mairiporã, Atibaia, Campo Limpo Paulista, Várzea Paulista, Jundiaí, Itupeva, Indaiatuba e Salto, sendo que o primeiro está situado na Região Metropolitana de São Paulo. Exceto Atibaia, os quatro seguintes estão localizados na Região Metropolitana de Jundiaí. Todos se localizam no estado de São Paulo. O rio percorre a zona rural de Indaiatuba antes da chegada à sua foz na cidade de Salto, onde se une ao Rio Tietê, sendo um de seus inúmeros afluentes.

## Etimologia
"Jundiaí" é proveniente da língua tupi antiga, significando "rio dos jundiás".

## Recuperação
O rio é considerado poluído em toda sua extensão segundo a Companhia Ambiental do Estado de São Paulo. Um intenso processo de despoluição é realizado em alguns municípios, como Jundiaí, Várzea Paulista e Indaiatuba. Atualmente, estão, em curso, investimentos em tratamento de esgoto nas demais cidades, contribuindo para a despoluição do rio.
A recuperação do rio vem sendo feita desde 1997. Em 2017, o rio estava numa boa condição, segundo relatório da SOS Mata Atlântica, e a sua principal espécie de peixe, o jundiá, estava retornando ao rio.